# Armadillidium nitidulus
Armadillidium nitidulus là một loài chân đều trong họ Armadillidiidae. Loài này được Collinge miêu tả khoa học năm 1915.